# Pikwàkanagàn
Pikwàkanagàn est une réserve indienne de l'Ontario, au Canada, située à proximité de la ville de Pembroke. Elle est anciennement nommée Golden Lake 39. 
Sa population est de 490 personnes lors du recensement canadien de 2021, alors qu'elle est de 440 lors de celui de 2016, représentant ainsi une augmentation de 11 %
La réserve est peuplée par les Algonquins, précisément les Algonquins de Pikwàkanagàn, s'agissant ainsi de la seule réserve entièrement algonquine de l'Ontario, les autres étant situées au Québec. Il s'agit aussi de l'une des seules réserves indiennes de l'Est ontarien, avec celles d'Akwesasne et de Tyendinaga, qui accueillent cependant des personnes d'ethnie mohawk. 

## Géographie
Le territoire de la réserve est bordé au nord par la rivière Bonnechère et au nord-ouest par le lac Golden. Bien qu'il n'en fasse pas administrativement partie, la réserve est enclavée dans le comté de Renfrew, plus précisément imbriquée entre les cantons de North Algona-Wilberforce et de Bonnechere Valley.
Le hameau de Golden Lake est situé tout juste au nord de la réserve, alors que la ville de Pembroke est située à environ 40 kilomètres au nord. La réserve est accessible notamment par la route 60. 